# Быстрая (река, впадает в Берингово море)
Быстрая — река в Чукотском автономном округе России. Протекает по территории Анадырского района.
Река берёт начало на южном склоне горы Лысая. Течёт в южном направлении. Примерно в 4 км от устья принимает воды своего крупнейшего правого притока, ручья Мутный. Впадает в Берингово море. Длина реки — 20 км.
По данным государственного водного реестра России относится к Анадыро-Колымскому бассейновому округу.